# Muntele Abdulaziz
Muntele Abdulaziz sau Abd al-Aziz (în arabă جبل عبدالعزيز, transliterat: Jabal ʿAbdulʿazīz) este o creastă montană situată în partea de sud-vest a Guvernoatului Hasakah, la aproximativ 35 km vest-sud-vest de centrul orașului Hasakah, în nord-estul Siriei. Muntele și-a luat numele după Abdul Aziz, un descendent al lui Abdul-Qadir Gilani și comandant militar în armata lui Saladin, care luase cândva muntele ca loc fortificat. Fostul nume al muntelui era ʾAl-Ḥiyāl الحيال. Muntele se află în prezent sub controlul forțelor kurde YPG care l-au capturat în mai 2015 din Statul Islamic al Irakului și Levantului (ISIL)